# John Hill
John Hill, (nascido c. 1714, Peterborough, Eng.—falecido em 21 de novembro de 1775, Londres), escritor e botânico inglês que compilou o primeiro livro sobre flora britânica baseado na nomenclatura de Lineu.
Depois de servir como aprendiz de boticário, Hill montou sua própria loja de boticário em Londres e estudou botânica em seu tempo livre. Empregado pelo Duque de Richmond e Lord Petre para organizar suas coleções de plantas, ele viajou extensivamente para coletar espécies raras para eles. Quando esses esforços não conseguiram aumentar sua renda, ele passou a escrever peças, romances e artigos sobre história natural, medicina, astronomia e geologia. Ele editou a revista mensal British Magazine de 1746 a 1750 e contribuiu com uma coluna diária de fofocas da sociedade para o The London Advertiser e o Literary Gazette. Seus escritos satíricos muitas vezes o envolviam em brigas amargas.